# SŽ serija 711
SŽ serija 711 je serija dvočlenih dizelhidravličnih potniških garnitur Slovenskih železnic. Ker so motorji izdelek tovarne MTU iz koncerna Daimler-Benz, so jih železničarji poimenovali mercedes, zaradi zelene barvne sheme se je uveljavil tudi vzdevek zeleni vlak oz. krajše zelenc.

## Zgodovina
Leta 1970 je v Slovenijo prišlo 10 garnitur, ki jih je kot predelano serijo DB VT 24 izdelala tovarna Wagon- und Maschinenbau (WMD) v Donauwörthu. Spočetka so bili v rjavi barvni shemi in z zamreženimi čelnimi okni (ponekod v Jugoslaviji so radi metali kamenje v vlake) in namenjeni predvsem vožnjam med Ljubljano in Beogradom. Zaradi udobnosti in hitre vožnje je "Emona Express" bil med potniki zelo priljubljen (zaradi barve se je po znani čokoladi zanje uveljavil vzdevek bajadera), hrvaškim železničarjem pa je to šlo v nos in so na razne načine nagajali povezavi, npr. s postanki na skoraj vsaki postaji (in posledičnim podaljševanjem voznega časa), povzročanjem zamud itd. Zaradi tega so jih čez nekaj let na tej progi kompromisno nadomestili s klasičnimi potniškimi vagoni slovenske, hrvaške in srbske železniške uprave, vlaki serije 711 pa so vozili med Mariborom oz. Mursko Soboto in Reko oz. Koprom (do elektrifikacije celotnega odseka so sestavljali tudi znani vlak "Pohorje ekspres" med Mariborom in Koprom), med Zagrebom in Puljem, Ljubljano in Beogradom, med poletno sezono tudi med Ljubljano in Splitom.
V letih 1978 in 1979 so vse garniture postopoma odšle v tovarno, ki se je malo prej po združitvah preimenovala v Messerscmitt-Bölkow-Blohm (MBB). Med predelavo so prvotne motorje 846 Bb (ki so pravzaprav bili ladijski motorji) zamenjali z novejšimi (OM 404), ki so v uporabi še danes, namestili so klimatske naprave, uredili konferenčne salone, jih prebarvali v prepoznavno zeleno barvno shemo, v zelenih tonih so preuredili tudi notranjost. Kot "zeleni vlaki", namenjeni predvsem poslovnežem, so povezovali Ljubljano s slovenskimi regionalnimi središči, kot vlak "Arena" vozili med Zagrebom in Puljem, vozili so tudi izletniške vlake v soseščino (pretežno v Benetke), v 80. letih so nekaj let v JAT-ovem zakupu povezovali tudi Ljubljano z Veliko Gorico v bližini zagrebškega letališča.
Po letu 2000 so nekaj garnitur prebarvali v svetlo modro barvno shemo, ker so prvotno bile predvidene kot nadomestilo za novo uvedene "pendoline" (serija 310) v primeru okvar. Zamisel se ni obnesla, ker kot nadomestek pretežno uporabljajo "desiroje" (serija 312) in ker javnost ni odobravala svetlo modre barve, so jih postopoma prebarvali nazaj v zeleno. Kljub temu, da gre za eno najudobnejših slovenskih potniških garnitur, jih zaradi starosti postopoma umikajo iz prometa, nekaj jih je celo že bilo razrezanih. Danes redno vozijo med Ljubljano in Hodošem, v poletnih mesecih na mednarodni povezavi med Ljubljano in Puljem, drugod pa v primeru primanjkljaja nadomeščajo ostale potniške garniture.

## Pogon
Garniture je prvotno poganjal dizelski motor Mercedes Benz 846 Bb, ki so ga kasneje ob predelavi zamenjali z Mercedes Benz OM 404, ki je v uporabi še danes. Prenos moči do koles je hidravlični prek samodejnega dvostopenjskega menjalnika Voith, ki prestavlja pri hitrosti okoli 80 km/h.